# Nematologie

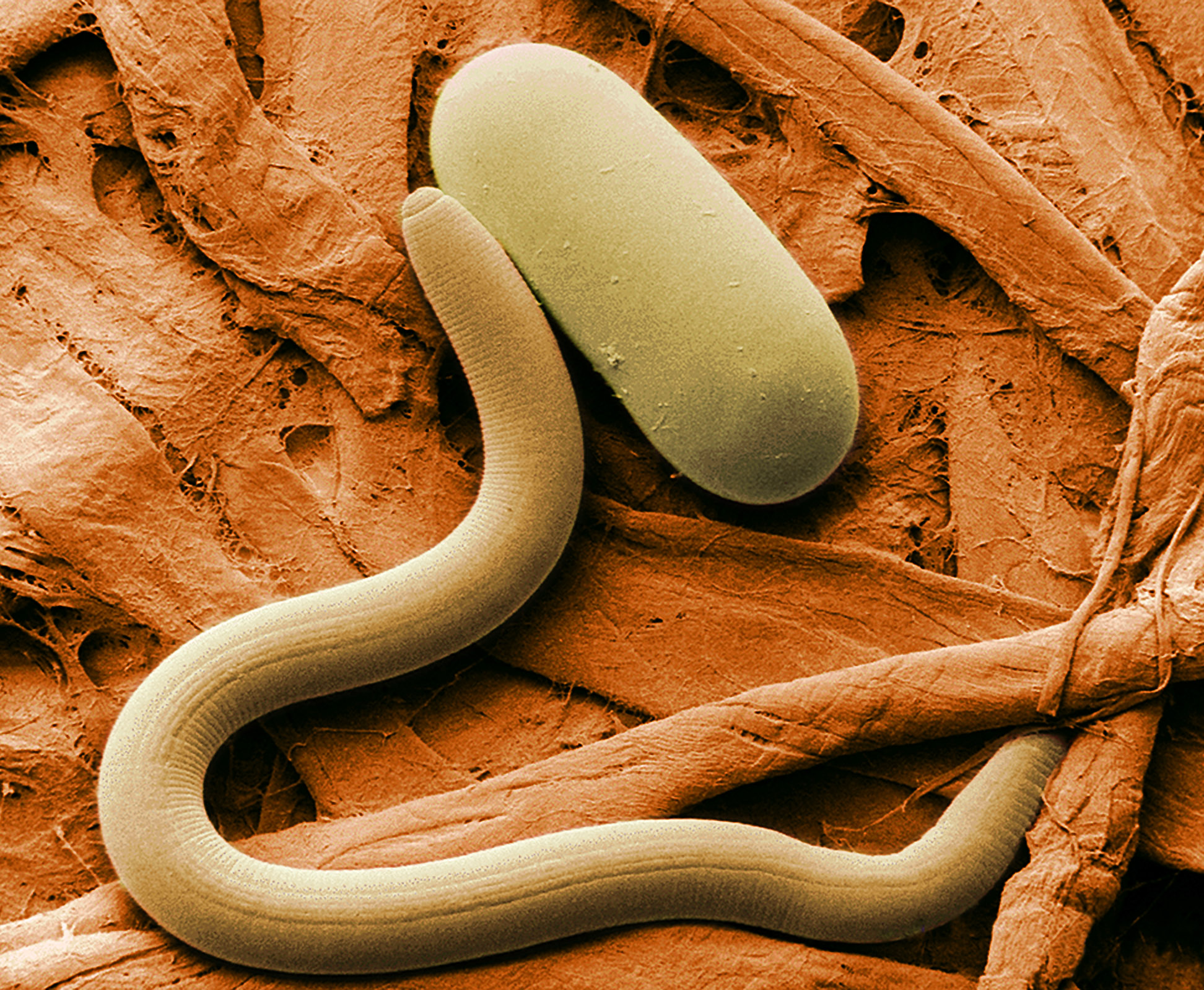
Microscoopfoto van cyst nematode en diens eitje.

Nematologie is de wetenschap die rondwormen (nematoden) bestudeert. Bij planten wordt meestal over aaltjes gesproken. De wetenschapper wordt een nematoloog genoemd. Nematologie is een deelwetenschap van de helminthologie, waarin onderzoek gedaan wordt naar wormen in het algemeen.
Onderdeel van de nematologie is de bestudering van de interactie tussen planten en plantenparasitaire aaltjes met als doel het ontwikkelen van strategieën voor hun preventie en bestrijding. Een ander onderdeel zijn de insectenparasitaire rondwormen, de zogenaamde entomopathogene rondwormen, die schadelijke insecten kunnen bestrijden. Weer een ander deel omvat de vrijlevende rondwormen. Ook komen parasitaire rondwormen voor bij zoogdieren, waaronder de mens.
Het werkterrein strekt zich uit van molecuul- tot populatieniveau, waarbij gelet wordt op de ecologische, fysiologische, biochemische en moleculaire aspecten en hun interacties met gastheren. 
Het betreft onder andere pathogenese, virulentie, avirulentie, resistentie en biologische bestrijding. Zo wordt onderzoek verricht naar de interacties tussen nematoden en (a)biotische omgevingsfactoren. 
Ook vindt onderzoek plaats naar het gebruik van vrijlevende rondwormen voor het meten van de kwaliteit van het bodemmilieu.